# Zehn Italiener für einen Deutschen
Zehn Italiener für einen Deutschen ist ein Film von Filippo Walter Ratti aus dem Jahr 1962. Grundlage ist das Massaker in den Ardeatinischen Höhlen während des Zweiten Weltkrieges sowie das vorangegangene Attentat in der Via Rasella.

## Handlung
Der Film beginnt mit einer Großaufnahme von Soldatenstiefeln im Gleichschritt. Eine Kompanie deutscher Soldaten zieht durch die Via Rasella in Rom. Am Straßenrand zündet ein Partisan eine Bombe, die in einem Karren versteckt ist. Das Straßenpflaster ist nach der Explosion voller Leichen.
Nach einer Razzia der Deutschen müssen alle männlichen Bewohner der Straße mit erhobenen Händen an der Hauswand stehen. Es ist Nacht, die Szenerie ist von gespenstisch flackernden Scheinwerfern erhellt. Im Oberkommando der Deutschen wird beratschlagt, wie mit den Gefangenen verfahren werden soll. Kappler, der Obersturmbannführer SS, kann sich nicht mit seinem Vorschlag der sofortigen Liquidation der Gefangenen durchsetzen. Die Männer werden mit einem Lastwagen abtransportiert, nachdem zwischenzeitlich schon Maschinengewehre auf sie angelegt waren.
In derselben Nacht wird Ferroni, ein Arbeiter, der mit einem Freund zwei Kilo Kartoffeln organisiert hat, von einer deutschen Streife wegen Überschreitung der Sperrstunde vor seinem Haus vor den Augen seiner Frau und seines Sohnes festgenommen. Da sein Sohn ihm helfen will, wird auch er verhaftet.
Auf Befehl des Führers wird die Zahl der zu tötenden Italiener auf 320 Mann festgelegt – zehn Italiener für einen Deutschen. Kappler befiehlt dem Polizeipräsidenten Caruso, ihm eine Liste mit den Namen der ausgewählten Verurteilten zusammenzustellen.
Obersturmführer Weiss hegt eine heimliche Sympathie für Professor Marcello Rossi, einen der bei der Razzia festgenommenen Männer, dessen Buch über die Verantwortung des einzelnen Soldaten im Krieg er heimlich auf Französisch gelesen hat. Rossi lässt ihn jedoch kühl abblitzen.
Ferroni und sein Sohn werden in das römische Regina-Coeli-Gefängnis gebracht. Sie kommen in die Zelle von Sergio, der dort seine letzte Nacht verbringt. Am nächsten Tag soll er entlassen werden und will dann seine Verlobte Mariella heiraten. Währenddessen transportieren die Soldaten die ersten Verurteilten ab. Es wurden alle Lebenslänglichen und alle Juden ausgewählt.
Alfonso di San Severino erfährt, dass sein Sohn, mit dem er kein enges Verhältnis hat, als Partisan von den Deutschen gefangen genommen wurde und auch auf der Liste der zu tötenden Italiener steht. Er versucht durch seine Beziehungen in höchste Kreise seinen Sohn zu retten, erreicht aber nur, dass er ihn für zehn Minuten im Gefängnis sprechen kann. Dort versöhnt er sich mit seinem Sohn.
Sergio wurde im letzten Moment vor seiner Entlassung wieder in die Zelle zurückgebracht. Mariella versucht alles, um ihn zu retten, aber vergeblich. Immer mehr Gefangene werden ausgewählt. Auch Ferroni, sein Sohn und Sergio müssen ihre Zelle verlassen.
Assunta Ferroni kommt ins Gefängnis, um ihrem Mann und ihrem Sohn etwas zu essen zu bringen. Sie bekommt einen Abschiedsbrief von ihnen. Verzweifelt bricht sie zusammen.
Die Verurteilten werden in LKWs zu einem verlassenen Gebiet außerhalb Roms gebracht. Hier in den Ardeatinischen Höhlen endet die Geschichte in einem wüsten Gemetzel an den Verurteilten. Ferroni trägt seinen ohnmächtigen Sohn voller Würde auf den eigenen Händen in den gemeinsamen Tod. Obersturmführer Weiss wird von seinen Skrupeln überwältigt und will wenigstens ein paar Verurteilte retten. Er wird von Obersturmführer Schwartz, dem Assistenten von Kappler, erschossen.

## Kritiken
„Mit großer Eindringlichkeit schildert ‚Zehn Italiener für einen Deutschen‘ die Chronik dieses Kriegsverbrechens. Anhand einer Reihe von fiktiven Einzelschicksalen wird die Unmenschlichkeit der Vergeltungsaktion nachfühlbar gemacht.“

„Trotz der Seriosität der Themenumsetzung und der gelungenen Auswahl der Darsteller kommt der Film nicht über ein bescheidenes Niveau in der Nacherzählung der tragischen Ereignisse hinaus.“